# Valle de Vipava

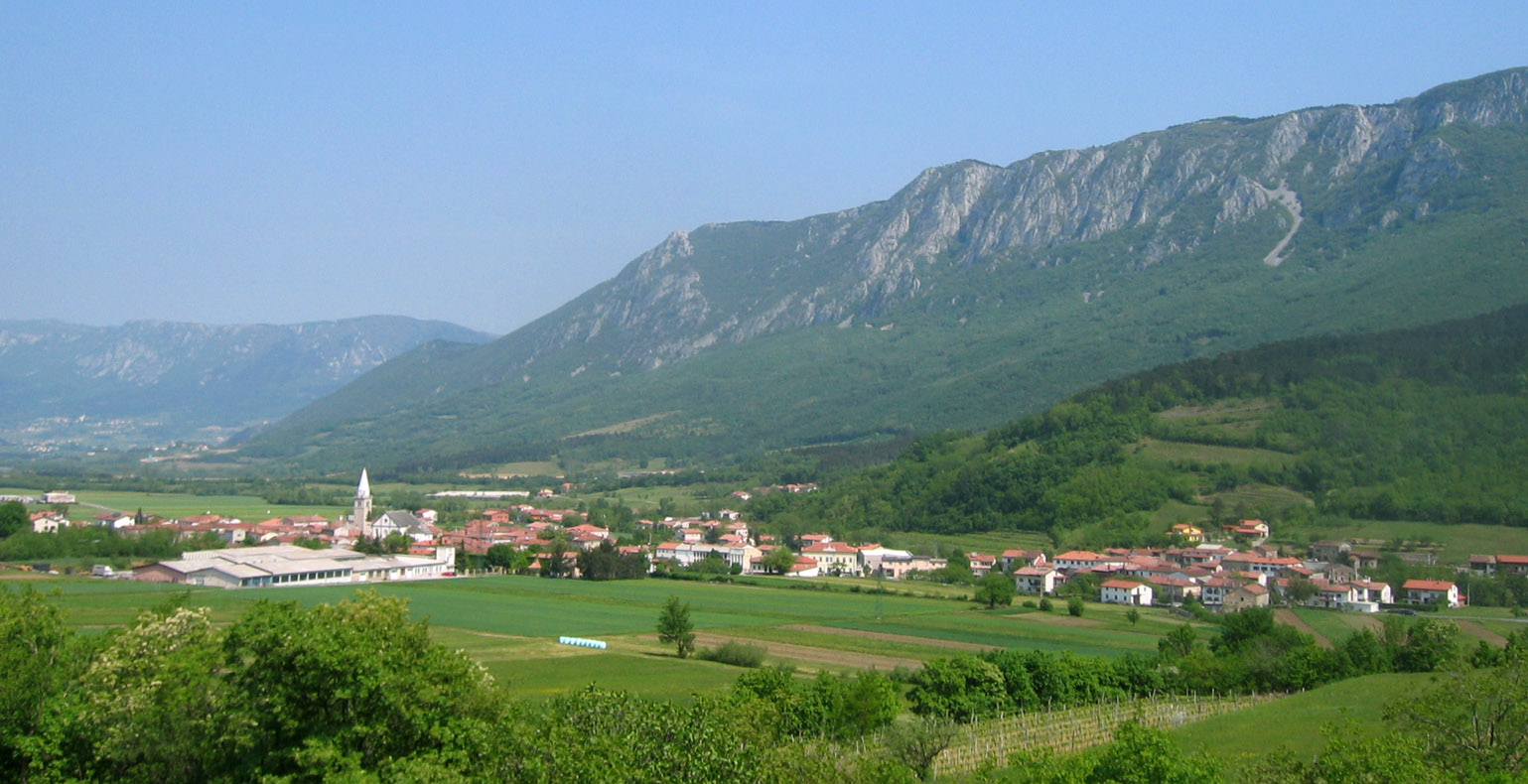
El pueblo de Podnanos en el valle superior de Vipava

El valle de Vipava, esloveno: Vipavska dolina, alemán: Wippachtal, italiano: Valle del Vipacco) es un valle en el litoral esloveno, aproximadamente entre el pueblo de Podnanos al este y la frontera con Italia al oeste. Las principales ciudades son Ajdovščina y Vipava.

## Geografía
El estrecho valle del río Vipava sirve de paso principal entre las tierras bajas del Friul y la Eslovenia central y, por lo tanto, es también un importante corredor que conecta el norte de Italia con Europa central. Está cerrado al norte por la alta meseta del bosque de Trnovo (esloveno: Trnovski gozd), y al sur por la meseta de Carso y el estrecho valle de Branica, una subunidad geográfica del valle de Vipava. Recibe su nombre del río Vipava. Su principal centro urbano es Ajdovščina. Administrativamente, se subdivide en los municipios de Ajdovščina, Vipava, Nova Gorica, Renče-Vogrsko, y Miren-Kostanjevica. El municipio de Savogna d'Isonzo en la provincia de Gorizia (Italia) también se encuentra en el valle.
El valle de Vipava comprende cinco microrregiones:
- El valle Inferior de Vipava con la llanura de Gorizia (esloveno: Spodnja Vipavska dolina z Goriško ravnino)
- El valle Central de Vipava (Srednja Vipavska dolina)
- El valle del Alto Vipava (Zgornja Vipavska dolina)
- Las Colinas de Vipava (Vipavska brda)
- El valle de Branica (Braniška dolina)

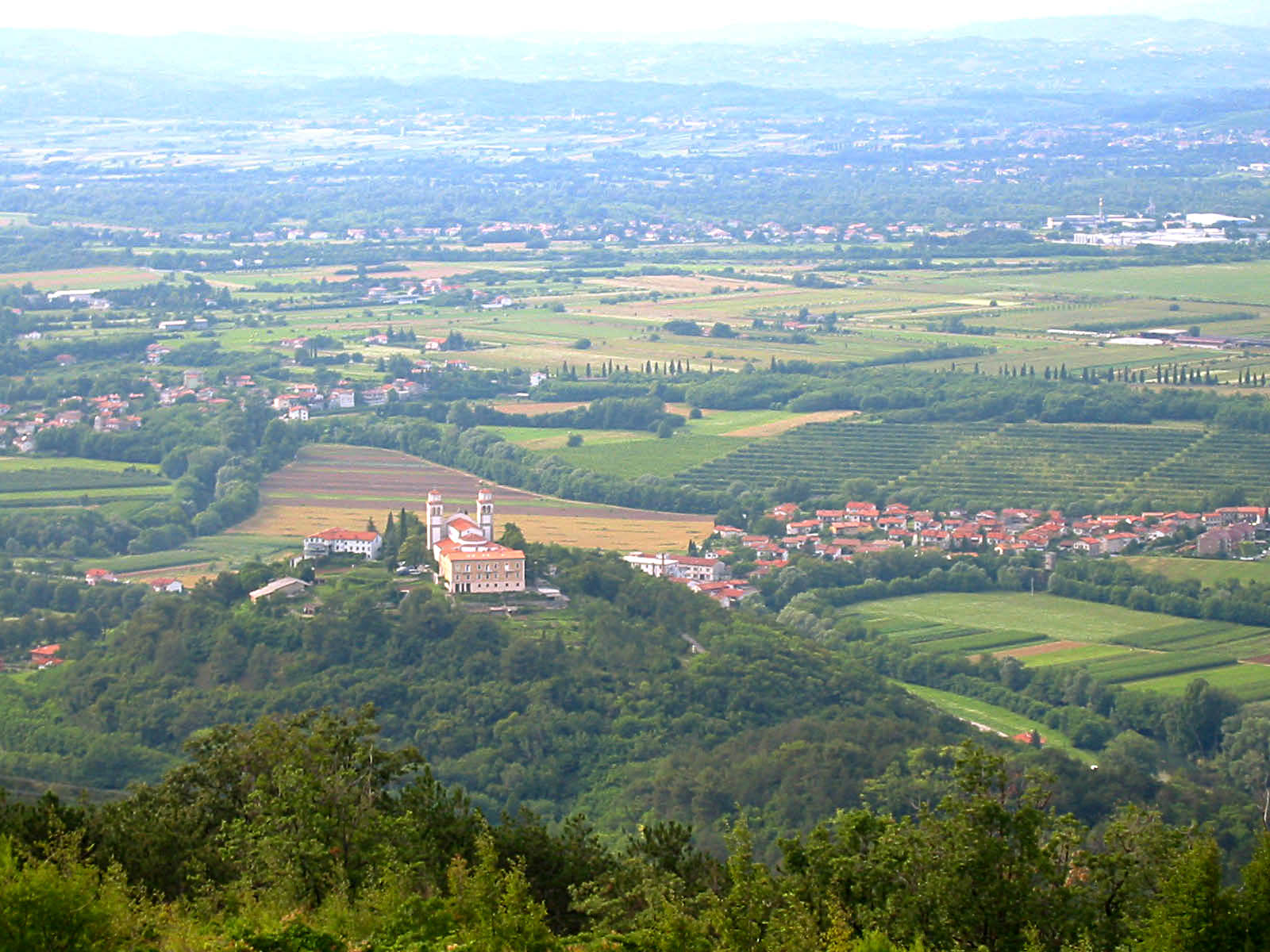
El valle Inferior de Vipava con la llanura de Gorizia
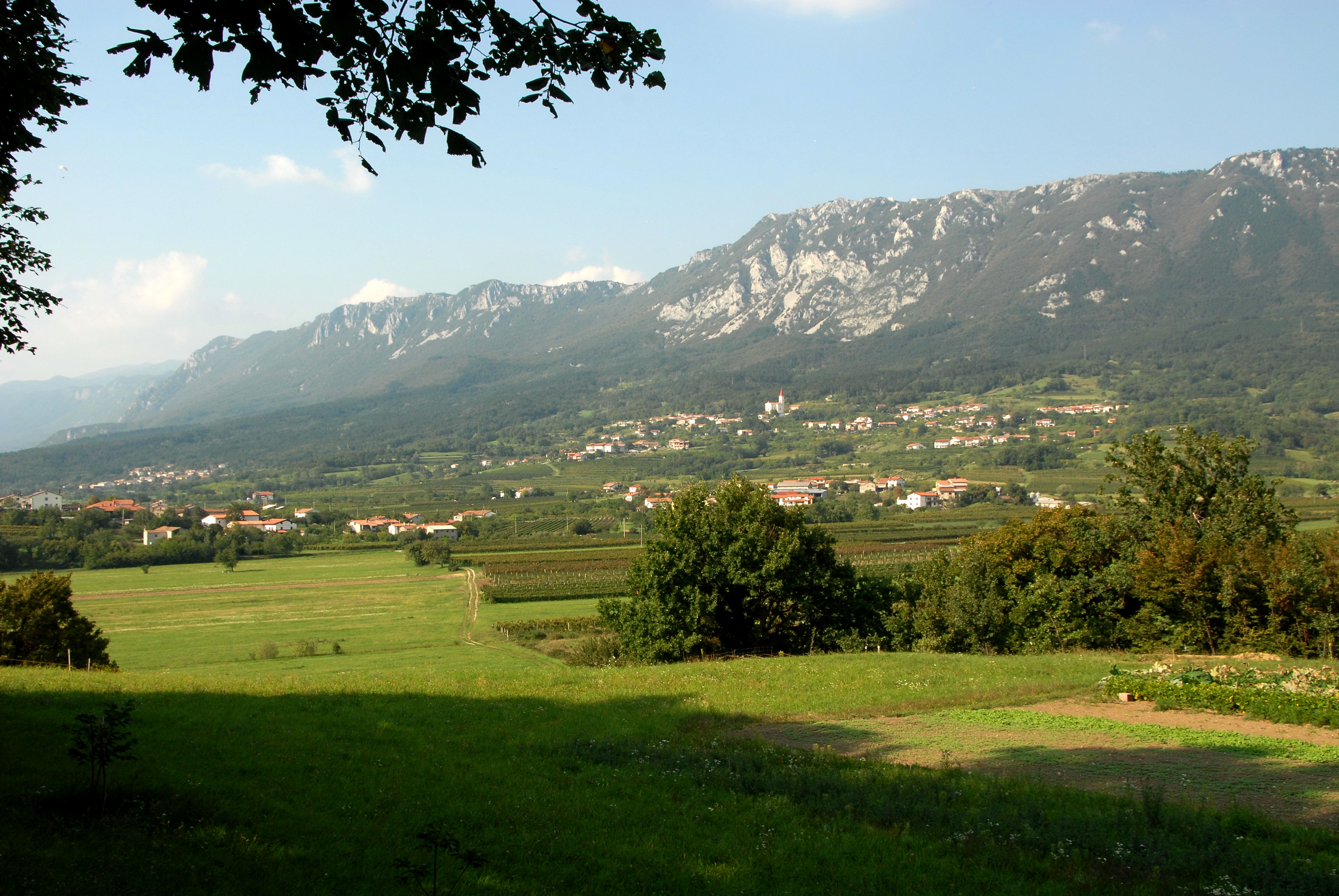
El valle Central de Vipava cerca de Ajdovščina
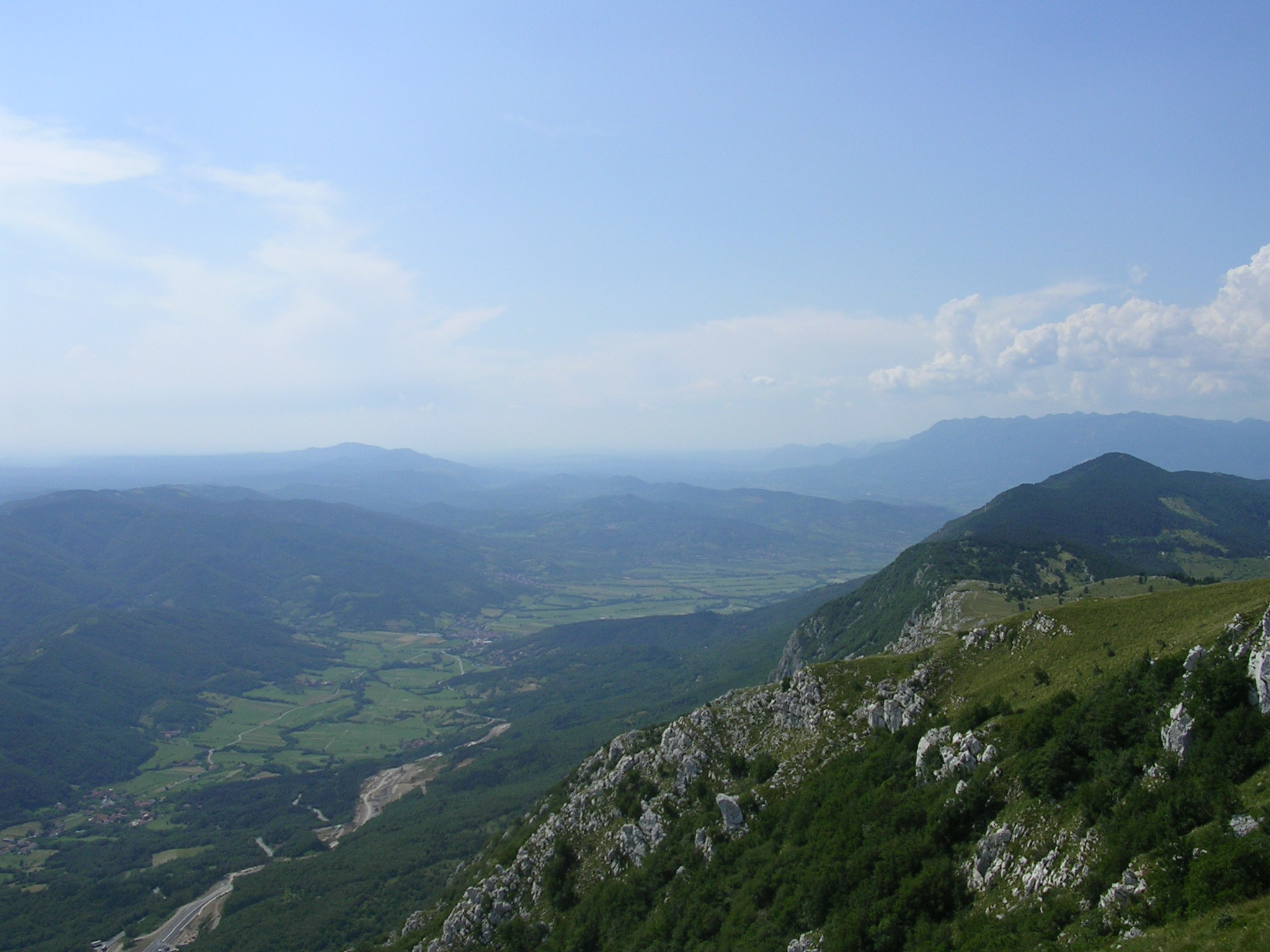
El valle Superior de Vipava visto desde la meseta de Nanos
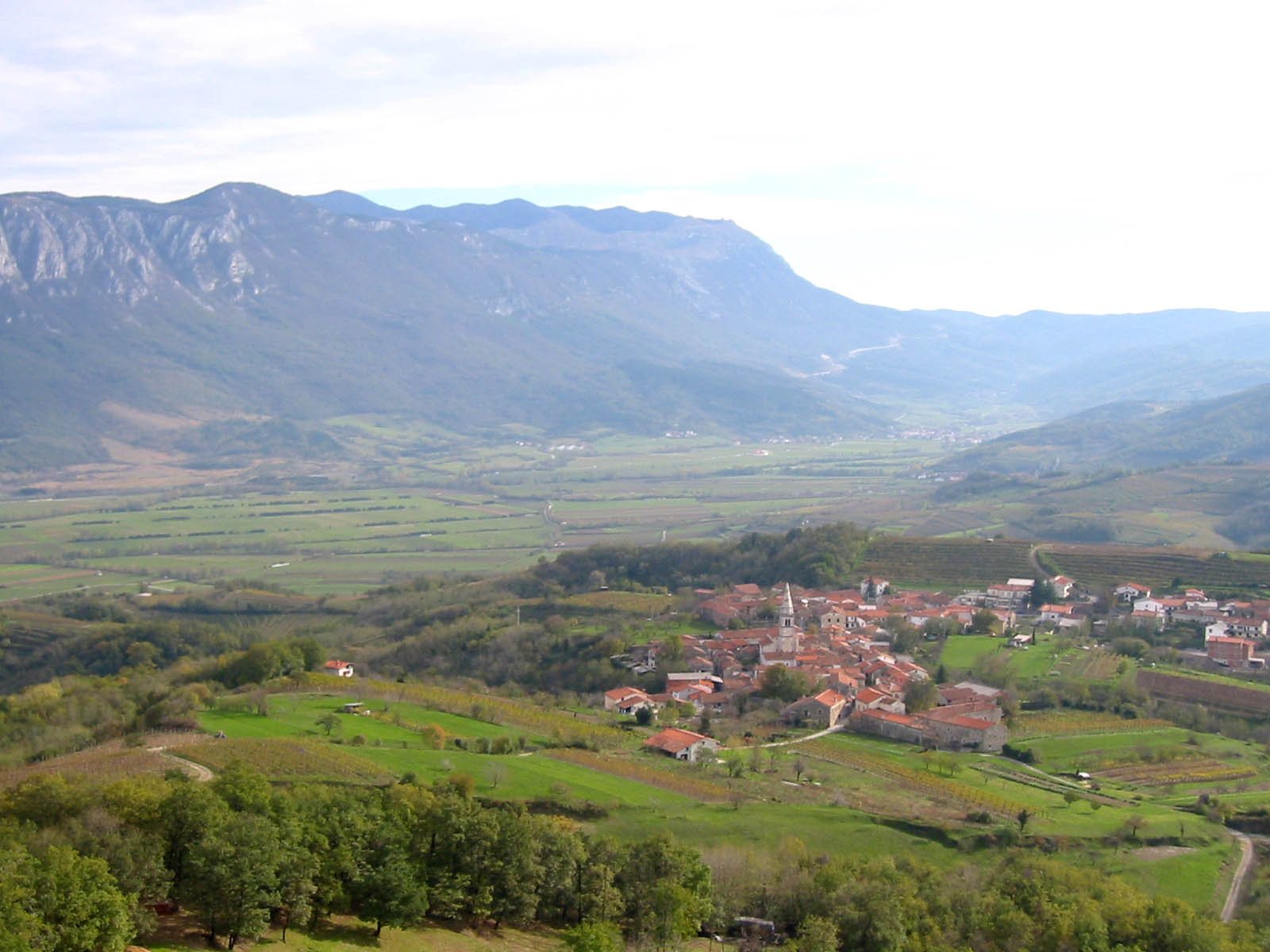
El pueblo de Goče y las colinas de Vipava
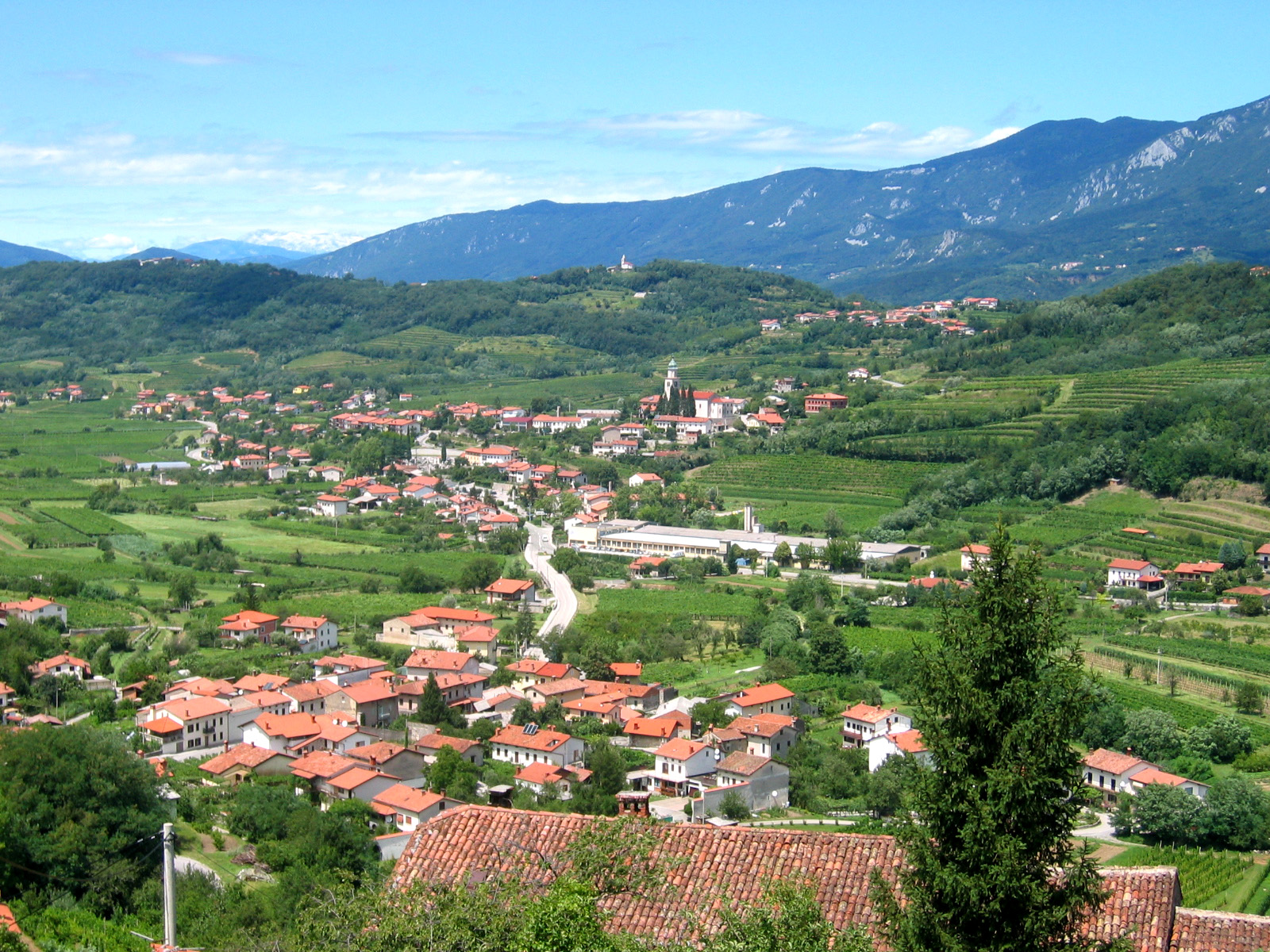
El valle de Branica con el pueblo de Branik

### Clima
La región tiene un clima submediterráneo relativamente suave. Está constantemente influenciado por el viento cálido y húmedo del suroeste y por el frío y racheado viento bora del noreste (burja), especialmente en la fría mitad del año. Sus ráfagas pueden alcanzar velocidades superiores a los 200 kilómetros por hora (120 mph), dificultando el tráfico y dañando los árboles y los edificios. En algunas zonas, los árboles crecen inclinados con coronas asimétricas.

## Economía
Debido a su clima templado, la región es apta para el cultivo de diferentes tipos de frutas (especialmente melocotones, albaricoques, caquis e higos). El Valle de Vipava también es conocido por sus vinos de calidad, especialmente los blancos. Entre las uvas blancas, las variedades más comunes en la región son Chardonnay, Sauvignon y las variedades indígenas Zelen, Pinela y Vitovska Garganja, mientras que las variedades tintas son Merlot, Barbera y Cabernet Sauvignon.

## Historia
Alrededor del 8000 A.C. el valle de Vipava fue colonizado por ilirios, iberos y ligures, así como por celtas y etruscos inmigrados más tarde (que después se convirtieron en el pueblo rético).
En la época romana el valle del fluvius frigidus (literalmente, "río frío", hoy el Vipava) se convirtió en parte de la X Regio Augustea romana - "Venetia e Histria". Los habitantes tenían derechos latinos hasta que Lucio Julio César expandió el continente romano a los Alpes y recibieron la ciudadanía romana por la Lex Julia en el 90 AC. En el 14 d. C. la Via Gemina fue construida por la legión XIII Gemina, que seguía el valle de Vipava entre la desembocadura del río Vipava en el Soča en Pons Sonti (Gradisca d'Isonzo) y la posterior ciudad de Vipava. En la confluencia con el río Hubelj, se construyó el Castra ad Fluvium Frigidum como parte integral del Claustra Alpium Iuliarum, un antiguo sistema defensivo romano de murallas y torres que se extiende desde el Valle de Gail (actualmente Carintia, Austria) hasta la cordillera Učka (actualmente Croacia). La Batalla de Frígido entre el ejército del Emperador Oriental Teodosio I y el ejército del gobernante romano occidental Eugenio tuvo lugar en esta región en el año 394.
En la época medieval, la parte oriental superior del valle, incluida la ciudad de Vipava y la mitad de la ciudad de Ajdovščina, solía pertenecer al Ducado de Carniola (concretamente, a Carniola Interior), mientras que la parte occidental inferior se incorporó al condado de Gorizia y Gradisca y, por tanto, al litoral austríaco. Hoy en día, los habitantes se sienten en su mayoría parte de la región de Goriška del litoral esloveno, y la identidad carniola ha desaparecido casi por completo.
Después de la Primera Guerra Mundial y de la desintegración del Imperio Austrohúngaro, todo el valle fue ocupado por el ejército italiano, anexado al Reino de Italia e incorporado a la recién creada provincia de Gorizia. Durante el período fascista (1922-1943), los habitantes del valle fueron sometidos a una política de italianización fascista violenta, que desencadenó una resistencia local, tanto pacífica como violenta (con el grupo insurgente TIGR). Después de 1941, la parte alta del valle se convirtió en uno de los primeros centros de resistencia partisana en Italia. La Alemania nazi ocupó el valle en septiembre de 1943, y la lucha entre la resistencia dirigida por los comunistas eslovenos y los nazis continuó hasta el final de la Segunda Guerra Mundial. En mayo de 1945, las fuerzas de los partisanos liberaron la zona. En junio de 1945 se estableció la Línea Morgan, que dividía la zona de ocupación yugoslava al este y la aliada al oeste: la frontera atravesaba el centro del valle, alrededor del pueblo de Branik. En septiembre de 1947, todo el valle fue transferido a Yugoslavia, con la única excepción del pueblo de Savogna d'Isonzo (esloveno: Sovodnje), que permaneció en Italia. Durante la Guerra de los Diez Días por la independencia de Eslovenia, el valle fue escenario de los combates entre el Ejército Popular Yugoslavo y el ejército esloveno, en los que participaron los habitantes locales que ayudaron espontáneamente a las fuerzas eslovenas improvisando bloqueos en las carreteras para impedir el avance de las tropas federales yugoslavas.
Entre las personas prominentes que nacieron o vivieron en la región se encuentran los pintores Zoran Mušič y Veno Pilon, los poetas Stanko Vuk, Simon Gregorčič, Nevin Birsa y Josip Murn, el diplomático y escritor Sigismund von Herberstein, el historiador Martin Baučer, los predicadores Sebastijan Krelj y Tobia Lionelli, el compositor de la música del himno nacional esloveno Stanko Premrl, el héroe de los partisanos Janko Premrl, el autor Danilo Lokar, el historiador literario Avgust 'igon y el diseñador Oskar Kogoj.